# Юшков, Борис Германович
Бори́с Ге́рманович Юшков (род. 10 октября 1947 года, Свердловск, СССР) — советский и российский патофизиолог, специалист в области физиологии и патологической физиологии системы крови, заслуженный деятель науки Российской Федерации (2008), член-корреспондент РАН (2016).

## Биография
Родился 10 октября 1947 году в Свердловске.
В 1972 году окончил лечебно-профилактический факультет Свердловского медицинского института. В 1974 году защитил кандидатскую диссертацию «О лейкопоэтических и лейкоингибирующих свойствах сыворотки крови при инфаркте миокарда».
С 1974 по 1999 год работал в Свердловском медицинском институте (сейчас это — Уральский государственный медицинский университет), где прошел путь от ассистента до заведующего кафедрой нормальной физиологии (1994—2001), декана общемедицинского факультета (1993—1994) и проректора по учебной работе (1994—1999).
В 1985 году защитил докторскую диссертацию, в 1987 году присвоено учёное звание профессора.
С 1998 года — заведующий кафедрой физиологии человека и животных Уральского университета.
В 2003—2020 годах — заместитель директора Института иммунологии и физиологии УрО РАН.
28 октября 2016 года избран членом-корреспондентом РАН.
Заведующий лабораторией иммунофизиологии Екатеринбургского филиала Института экологии и генетики микроорганизмов УрО РАН.
Заместитель главного редактора журнала «Вестник Уральской медицинской академической науки», заместитель председателя совета по защите кандидатских и докторских диссертаций по специальности «патологическая физиология», член правления Российского физиологического общества им. И. П. Павлова.

## Научная деятельность
Область научных интересов — проблема адаптации организма к экстремальным воздействиям, регуляция кроветворения, экологическая физиология, регенерация тканей, методы управления ангиогенезом.
Автор 300 публикаций, среди них десять монографий, пять учебников, девять учебных пособий по физиологии и патологической физиологии. Имеет восемь авторских свидетельств и патентов.
Под его руководством защищены 19 кандидатских и две докторские диссертации.
Академик РАЕН, Международной академии наук экологии и безопасной жизнедеятельности.

### Основные работы
- Ястребов А. П., Юшков Б. Г., Большаков В. Н. Регуляция гемопоэза при воздействии на организм экстремальных факторов. Свердловск, 1988. 152 с.
- Иммунофизиология. Екатеринбург, 2002 (в соавт. с В. Г. Климиным, В. А. Черешневым);
- Тромбоцитопоэз. М., 2007 (в соавт. с Е. В. Буториной и др.);
- Иммунопатофизиология животных. Екатеринбург, 2007 (в соавт. с В. Н. Байматовым, Н. В. Садовниковым);
- Новые подходы к получению аутопротезов для пластики сосудов // Доклады РАН. 2006. Вып. 408, № 1-6. С. 211—213 (в соавт. с Д. И. Крохиным и др.).

## Награды
- Заслуженный деятель науки Российской Федерации (2008)[2]
- Премия имени В. В. Парина УрО РАН, РАМН
- Премия имени В. Н. Татищева
- Премия имени Г. В. де Геннина